# Landtagswahl in Südtirol 1983
- Alternative Liste für das andere Südtirol: 2
- Partito Comunista Italiano: 2
- Partito Socialista Italiano: 1
- Partito Repubblicano Italiano: 1
- Südtiroler Volkspartei: 22
- Democrazia Cristiana: 3
- Partei der Unabhängigen: 1
- Wahlverband des Heimatbundes: 1
- Movimento Sociale Italiano: 2

Die Südtiroler Landtagswahl 1983 fand am 20. November 1983 als Wahl zum Regionalrat Trentino-Südtirol statt. Formalrechtlich erfolgte die Wahl zum Regionalrat in zwei getrennten Wahlkreisen, von denen einer dem Gebiet der Provinz Bozen, einer dem Gebiet der Provinz Trient entsprach. Im Wahlkreis der Provinz Bozen wurden 35 Abgeordnete zum Regionalrat gewählt, in der Provinz Trient ebenfalls 35 Abgeordnete. Mit ihrer Wahl in den 70 Mandate umfassenden Regionalrat wurden die Abgeordneten des Wahlkreises Bozen gleichzeitig Mandatare des Südtiroler Landtags, jene des Wahlkreises Trient hingegen Abgeordnete zum Trentiner Landtag. 
Die IX. Legislaturperiode begann am 13. Dezember 1983 und endete am 12. Dezember 1988. Am 27. April 1984 wählte der Landtag die Südtiroler Landesregierung (Kabinett Magnago VI).

## Wahlergebnis
| Partei                                    | Stimmenanzahl | Prozent | Mandate |
| ----------------------------------------- | ------------- | ------- | ------- |
| Südtiroler Volkspartei                    | 170.125       | 59,44 % | 22/35   |
| Democrazia Cristiana                      | 27.341        | 9,55 %  | 3/35    |
| Movimento Sociale Italiano                | 16.829        | 5,88 %  | 2/35    |
| Partito Comunista Italiano                | 16.079        | 5,61 %  | 2/35    |
| Alternative Liste für das andere Südtirol | 12.942        | 4,52 %  | 2/35    |
| Partito Socialista Italiano               | 11.207        | 3,91 %  | 1/35    |
| Wahlverband des Heimatbundes              | 7.285         | 2,54 %  | 1/35    |
| Partei der Unabhängigen                   | 6.959         | 2,44 %  | 1/35    |
| Partito Repubblicano Italiano             | 5.890         | 2,06 %  | 1/35    |
| Sozialdemokratische Partei Südtirols      | 3.853         | 1,35 %  | 0/35    |
| Partito Socialista Democratico Italiano   | 3.643         | 1,27 %  | 0/35    |
| Partito Liberale Italiano                 | 2.178         | 0,76 %  | 0/35    |
| Democrazia Proletaria-Arbeiterdemokratie  | 1.248         | 0,46 %  | 0/35    |
| Autonomia Integrale                       | 642           | 0,23 %  | 0/35    |

## Historische Bedeutung
Die Parteien links der Mitte (ALFAS, PCI, DP, PSDI, DP und SPS (in der die SFP aufgegangen ist)) erlitten zusammen Verluste und kamen nur noch auf 5 Sitze (1978: 7). Dagegen konnte der neofaschistische Movimento Sociale Italiano zum ersten Mal seit 1960 Gewinne verzeichnen und ein Mandat hinzugewinnen. Der separatistische Wahlverband des Heimatbundes konnte aus dem Stand ein Mandat gewinnen und die rechtskonservative Partei der Unabhängigen ihr Ergebnis fast verdoppeln.